# 안성 청룡사 부도군
안성 청룡사 부도군(安成 靑龍寺 浮屠群)은 경기도 안성시 서운면 청룡리, 칠장사에 있는 조선시대의 부도군이다. 1986년 5월 22일 안성시의 향토유적 제27호로 지정되었다.

## 개요
부도는 스님이 입적 후 유골을 안치한 탑이며, 청룡사부도군은 청룡사 입구에 있는 사적비에서 오른쪽으로 나 있는 다리를 건너자마자 왼쪽 편에 위치해 있다. 
석축(石築)의 대지(臺地)위에 모두 10기의 석조부도를 안치했는데, 대지의 산쪽으로 1단 높인 곳에 5기를, 낮은 곳에 5기를 각각 건조(建造)했다. 10기의 부도 중 1기를 제외하고는 모두 석종형(石鐘型)으로 방형과 8각, 또는 원형의 지대석위에 1석으로 조성한 탑신을 안치했다. 8각의 지대석에는 측면과 상면 조직이 있는 것도 있다. 
탑신부에도 하단부에도 하단부에 조식이 있는 부도가 있으며, 정면은 거의 보주형(寶珠形)을 이루었다. 또한 보주형 정상부에 있어서도 보륜을 동일석에 조각하거나 주변에 망련을 조식하는 등 화사한 상륜(相輪)을 이룬 것도 있다. 
한편 석종형이 아닌 1개의 부도는 8각원당형을 기본적으로 따르고 있다. 지대석 위에 상·중·하대를 구성하고, 원주형의 탑신을 놓았으며, 옥개석 위에 화려한 상륜부까지 장식했다. 그리고 「묘화당대사상민(妙華堂大師尙敏)」과 같이 부도의 주인공을 밝혀 기명(記銘)된 것도 있다.

## 참고 자료
- 청룡사부도군 - 안성문화관광/시지정문화재